# Maksim Suszynski
Maksim Jurjewicz Suszynski, ros. Максим Юрьевич Сушинский (ur. 1 lipca 1974 w Leningradzie) – rosyjski hokeista, reprezentant Rosji, olimpijczyk, trener i działacz hokejowy.

## Kariera
- SKA Sankt Petersburg (1992-1996)
- Awangard Omsk (1996-2000)
- Minnesota Wild (2000-2001)
- Awangard Omsk (2001-2005)
- Dinamo Moskwa (2005-2006)
- SKA Sankt Petersburg (2006-2011)
- Saławat Jułajew Ufa (2011)
- Toros Nieftiekamsk (2011)
- Mietałłurg Magnitogorsk (2011-2012)
- Fribourg-Gottéron (2013)

W sezonie 2011/12 do listopada zawodnik Saławatu Jułajew Ufa. Od grudnia 2011 do końca sezonu gracz Mietałłurga Magnitogorsk. 11 lutego 2013 roku, jako wolny agent, związał się ze szwajcarskim klubem Fribourg-Gottéron na czas do końca sezonu National League A (2012/2013). Następnie w maju 2013 zapowiedział zakończenie kariery, co potwierdził we wrześniu 2013.
Przez lata w drużynie Awangardu tworzył skuteczny atak, określony później legendarnym: Dmitrij Zatonski (lewoskrzydłowy) – Aleksandr Prokopjew (center) – Maksim Suszynski (prawoskrzydłowy); w kwietniu 2012 trójka wystąpiła jednorazowo ponownie w meczu upamiętniającym tragicznie zmarłego Aleksandra Wjuchina.
Jego przydomek stanowił odniesienie do samolotu Su-33.
W młodości zawodnik występował w juniorskich reprezentacjach Rosji, zaś od 1999 regularnie był powoływany do kadry Rosji na najważniejsze imprezy międzynarodowe. Uczestniczył w turniejach mistrzostw świata w 1999, 2000, 2002, 2004, 2006, 2008, 2010 oraz zimowych igrzysk olimpijskich 2006.
W sezonie MHL (2014/2015) w połowie listopada 2014 został trenerem konsultantem zespołu juniorskiego Sieriebrianyje Lwy Sankt Petersburg (od grudnia 2014 przemianowanego na SKA-Sieriebrianyje Lwy Sankt Petersburg). Od marca 2018 do lipca 2020 był prezydentem Awangarda Omsk.

## Sukcesy
Reprezentacyjne
- Brązowy medal mistrzostw świata juniorów do lat 20: 1994
- Złoty medal mistrzostw świata: 2008
- Srebrny medal mistrzostw świata: 2002, 2010
- Brązowy medal mistrzostw świata: 2006

Klubowe
- Złoty medal mistrzostw Rosji: 2004 z Awangardem Omsk
- Puchar Mistrzów: 2005 z Awangardem Omsk, 2006 z Dinamo Moskwa
- Srebrny medal mistrzostw Szwajcarii: 2013 z Fribourg-Gottéron

Indywidualne
- Superliga rosyjska w hokeju na lodzie (1999/2000): 
  - Nagroda Najlepsza Trójka dla tercetu najskuteczniejszych strzelców ligi (oraz Rawil Jakubow i Dmitrij Zatonski) - łącznie 53 gole
- Superliga rosyjska w hokeju na lodzie (2000/2001): 
  - Nagroda Mistrz Play-off: 13 punktów (9 goli i 4 asysty) w 13 meczach
  - Złoty Kask (przyznawany sześciu zawodnikom wybranym do składu gwiazd sezonu)
- Superliga rosyjska w hokeju na lodzie (2001/2002):
  - Drugie miejsce w klasyfikacji strzelców w sezonie zasadniczym: 19 goli
  - Pierwsze miejsce w klasyfikacji asystentów w sezonie zasadniczym: 32 asysty
  - Pierwsze miejsce w klasyfikacji kanadyjskiej w sezonie zasadniczym: 51 punktów
  - Pierwsze miejsce w klasyfikacji strzelców w fazie play-off
  - Nagroda Najlepsza Trójka dla tercetu najskuteczniejszych strzelców ligi (oraz Aleksandr Prokopjew i Dmitrij Zatonski) - łącznie 56 goli
  - Nagroda Mistrz Play-off: 17 punktów (6 goli i 11 asyst) w 11 meczach
  - Złoty Kask (przyznawany sześciu zawodnikom wybranym do składu gwiazd sezonu)
- Superliga rosyjska w hokeju na lodzie (2003/2004):
  - Pierwsze miejsce w klasyfikacji kanadyjskiej w sezonie zasadniczym: 60 punktów
  - Nagroda Najlepsza Trójka dla tercetu najskuteczniejszych strzelców ligi (oraz Aleksandr Prokopjew i Dmitrij Zatonski) - łącznie 62 gole
  - Złoty Kask (przyznawany sześciu zawodnikom wybranym do składu gwiazd sezonu)
- Superliga rosyjska w hokeju na lodzie (2004/2005):
  - Pierwsze miejsce w klasyfikacji asystentów w sezonie zasadniczym: 37 asyst
  - Pierwsze miejsce w klasyfikacji kanadyjskiej w sezonie zasadniczym: 55 punktów
  - Drugie miejsce w klasyfikacji strzelców w fazie play-off: 5 goli
  - Drugie miejsce w klasyfikacji asystentów w fazie play-off: 7 asyst
  - Drugie miejsce w klasyfikacji kanadyjskiej w sezonie zasadniczym: 12 punktów
  - Nagroda Najlepsza Trójka dla tercetu najskuteczniejszych strzelców ligi (oraz Aleksandr Prokopjew i Dmitrij Zatonski) - łącznie 43 gole
- Puchar Mistrzów IIHF 2005:
  - Trzecie miejsce w klasyfikacji strzelców turnieju: 4 gole
  - Pierwsze miejsce w klasyfikacji kanadyjskiej turnieju: 7 punktów
  - Pierwsze miejsce w klasyfikacji +/- turnieju: +5
  - Skład gwiazd turnieju
  - Najlepszy napastnik turnieju
  - Najbardziej Wartościowy Gracz (MVP) turnieju
- Puchar Mistrzów IIHF 2006:
  - Trzecie miejsce w klasyfikacji asystentów turnieju: 6 asyst
  - Pierwsze miejsce w klasyfikacji kanadyjskiej turnieju: 8 punktów
  - Skład gwiazd turnieju
  - Najbardziej Wartościowy Gracz (MVP) turnieju
- KHL (2008/2009):
  - Mecz Gwiazd KHL
- KHL (2009/2010):
  - Najlepszy napastnik miesiąca - listopad 2009
  - Mecz Gwiazd KHL
  - Trzecie miejsce w klasyfikacji strzelców w sezonie zasadniczym: 27 goli
  - Piąte miejsce w klasyfikacji asystentów w sezonie zasadniczym: 38 asyst
  - Drugie miejsce w klasyfikacji kanadyjskiej w sezonie zasadniczym: 65 punktów
  - Drugie miejsce w klasyfikacji zwycięskich goli w sezonie zasadniczym: 7 goli
  - Nagroda Najlepsza Trójka dla tercetu najskuteczniejszych strzelców ligi (oraz Petr Čajánek i Aleksiej Jaszyn) - łącznie 43 gole
- KHL (2010/2011):
  - Mecz Gwiazd KHL
- Puchar Spenglera 2010:
  - Pierwsze miejsce w klasyfikacji kanadyjskiej: 7 punktów

Rekordy w rozgrywkach mistrzostw Rosji
- Najwięcej goli: 300
- Najwięcej asyst: 440

Wyróżnienie
- Zasłużony Mistrz Sportu Rosji w hokeju na lodzie: 2002